# 한국산업은행 축구단
한국산업은행 축구단은 한국산업은행에서 운영했던 축구단으로 1969년 3월 창단되어 실업축구 (현 내셔널리그)에서 활동하였으며 1979년 해체되었다.

## 우승
- 대통령배 전국축구대회 : 1972

## 유명 선수
- 조중연